# Кукан (река)
Кукан — река в России, протекает по Хабаровскому району Хабаровского края. Длина реки — 151 км. Площадь водосборного бассейна — 2310 км².
Начинается на склоне Майского хребта. В верховьях течёт на юго-восток по гористой местности, поросшей елово-берёзовым лесом. Ниже устья Крестовой поворачивает на юго-запад. Далее течёт по межгорной долине, сначала узкой, потом широкой и заболоченной, с крутым правым и пологим левым склонами. Впадает в реку Урми слева на 206 км от устья напротив посёлка Кукан.

## Притоки
Объекты перечислены по порядку от устья к истоку.
- 0,5 км: Осахта[2] (лв.)
- 3 км: Сололи[2] (лв.)
- 7 км: Левга[2] (пр.)
- 16 км: Абданнама[2] (лв.)
- 17 км: Каптрыгалак[2] (лв.)
- 18 км: без названия[2] (пр.)
- 25 км: Толуян-Макит[2] (лв.)
- 32 км: Трокинда[2] (лв.)
- 34 км: Нижняя Торокинья[5] (лв.)
- 36 км: Нора[5] (пр.)
- 41 км: Торокинья[5] (лв.)
- 45 км: Нижняя Ульку[5] (лв.)
- 46 км: Куруминджа[5] (пр.)
- 53 км: Ульку[5] (лв.)
- 59 км: Курумкан[5] (пр.)
- 62 км: Донис[5] (лв.)
- 69 км: Джотык[5] (лв.)
- 71 км: Биракан-Макит[5] (лв.)
- 76 км: Чалбух[5] (пр.)
- 84 км: Негеда[5] (лв.)
- 86 км: Верхний Джотык[4] (лв.)
- 98 км: Северный Санар-Макит[4] (лв.)
- 100 км: без названия[4] (пр.)
- 108 км: Водораздельный[4] (пр.)
- 121 км: Крестовая[4] (лв.)

## Сведения государственного водного реестра
Река Кукан относится к Амурскому бассейновому округу, речной бассейн Амура, подбассейн — Бассейны малых и средних притоков Амура от впадения Уссури до устья. Водохозяйственный участок Амур от города Хабаровск до Комсомольска-на-Амуре. Код водного объекта: 20030900112118100065822.

## Фауна
В реке обитают хариус и ленок.